# 首字放大

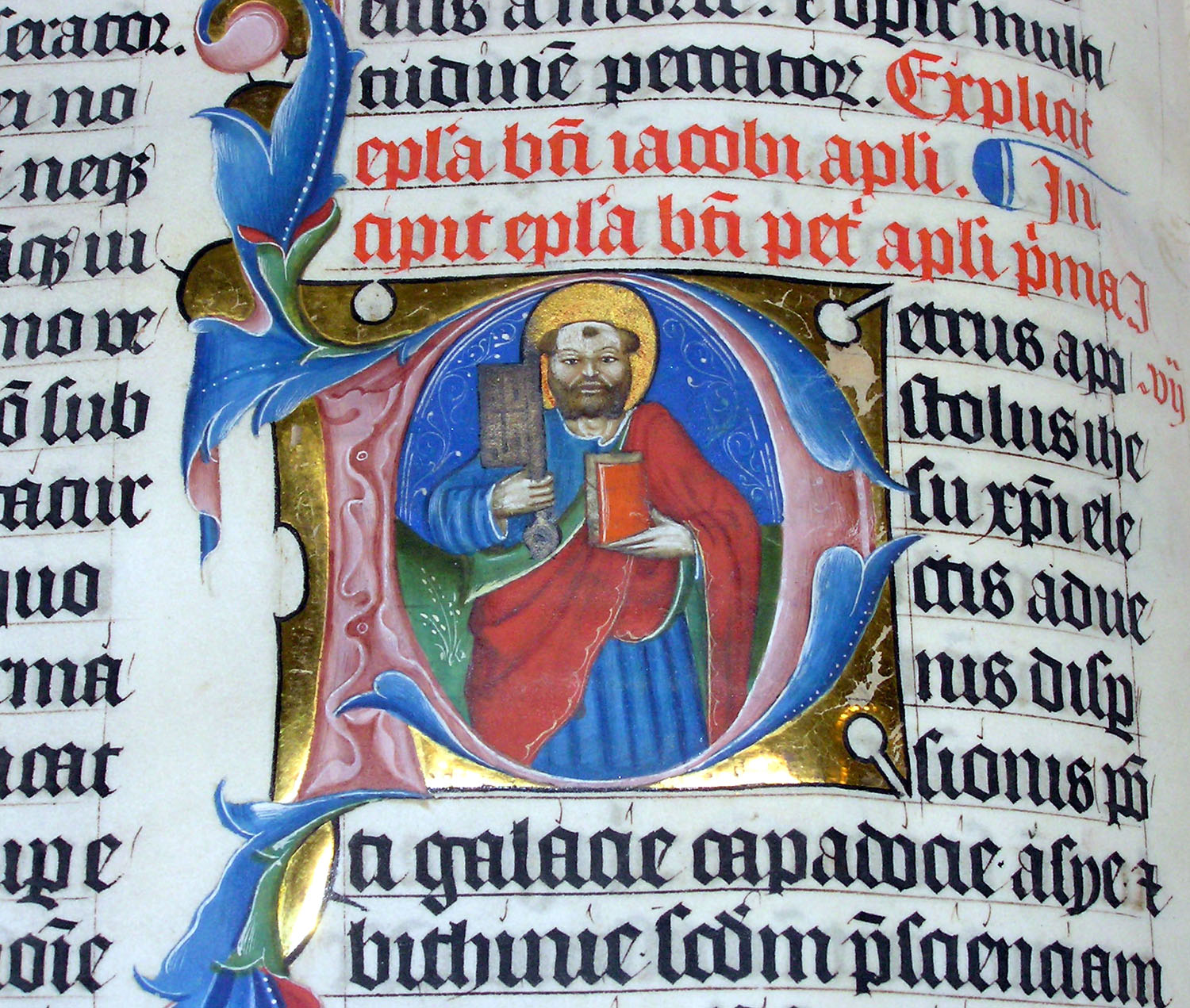
拉丁文聖經，段落開首的P字有圖畫裝飾

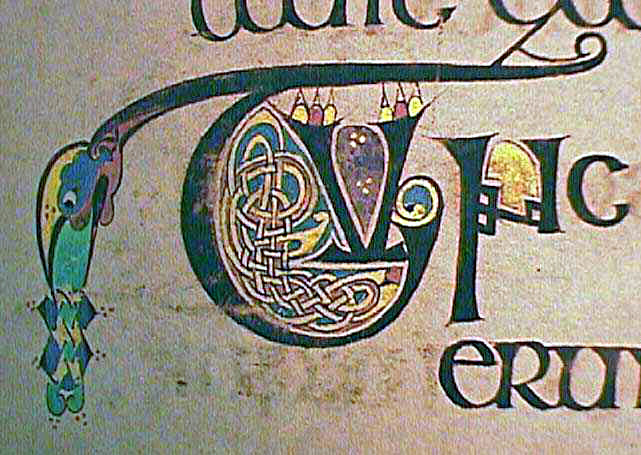
凱爾斯書的一頁

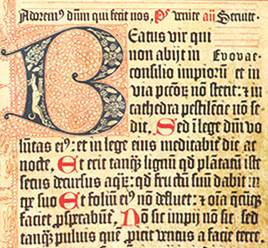
Mainz psalter（1457年）

在字體排印中，有些文章、段落或章節的首寫字母，會刻意比文中其他字大，這些字稱為Initial。這些字的大小多數有幾行高，在一些舊書亦會有明顯的裝飾。若這些字母包括了圖畫，稱為historiated initial。

## 樣式
有了電腦輔助，現代文章排版很易實現initial。以下以HTML示範常見的相關排版方式有：
首字的基線和隨後字的基線相同：
維基百科（Wikipedia）是一個基於wiki技術的多語言的百科全書協作計劃，也是一部用不同語言寫成的網路百科全書，其目標及宗旨是為全人類提供自由的百科全書──用他們選擇的語言所書寫的，全世界知識的總和。中文維基百科於2002年10月24日正式成立，截至2007年12月19日09:05UTC，中文維基百科已擁有157,577個條目，此外還設有其他獨立運作的中國地方語言或漢語版本，包括閩南語維基百科、粵語維基百科、文言文維基百科、吳語維基百科、閩東語維基百科及客家語維基百科等。
首字的基線和隨後字的大寫高度相同，且其他文字縮入：

| 維 | 基百科（Wikipedia）是一個基於wiki技術的多語言的百科全書協作計劃，也是一部用不同語言寫成的網路百科全書，其目標及宗旨是為全人類提供自由的百科全書──用他們選擇的語言所書寫的，全世界知識的總和。中文維基百科於2002年10月24日正式成立，截至2007年12月19日09:05UTC，中文維基百科已擁有157,577個條目，此外還設有其他獨立運作的中國地方語言或漢語版本，包括閩南語維基百科、粵語維基百科、文言文維基百科、吳語維基百科、閩東語維基百科及客家語維基百科等。 |

首字的基線和隨後字的大寫線相同，文字不縮入，這稱為首字下沉：
維基百科（Wikipedia）是一個基於wiki技術的多語言的百科全書協作計劃，也是一部用不同語言寫成的網路百科全書，其目標及宗旨是為全人類提供自由的百科全書──用他們選擇的語言所書寫的，全世界知識的總和。中文維基百科於2002年10月24日正式成立，截至2007年12月19日09:05UTC，中文維基百科已擁有157,577個條目，此外還設有其他獨立運作的中國地方語言或漢語版本，包括閩南語維基百科、粵語維基百科、文言文維基百科、吳語維基百科、閩東語維基百科及客家語維基百科等。